# Харрис, Малик
Малик Харрис (нем. Malik Harris; род. 27 августа 1997, Ландсберг-ам-Лех, Бавария) — немецкий певец и автор песен, победитель национального отбора, представитель Германии на конкурсе «Евровидение-2022» с песней «Rockstars».

## Биография

### Ранние годы
Родился 27 августа 1997 года в Ландсберге-на-Лехе. Отец — американский телеведущий и актер Рики Харрис. В 13 лет увлекся музыкой делая каверы на гитаре.

### Карьера
Принял участие в национальном отборе на конкурс «Евровидение 2022», одержав победу в 12 баллов.
В финале «Евровидения» занял 25 место, получив 6 баллов.

## Дискография

### Альбомы
- 2021: Anonymous Colonist

### Мини-альбомы
- 2019: Like That Again

### Синглы[7]
- 2018: Say the Name
- 2019: Welcome to the Rumble
- 2019: Like That Again
- 2019: Home
- 2020: Crawling
- 2020: Faith
- 2020: When We’ve Arrived
- 2021: Bangin’ on My Drum
- 2021: Dance
- 2021: Time for Wonder
- 2022: Rockstars